# Shahrestān-e Andīmeshk
Shahrestān-e Andīmeshk (persiska: شهرستان انديمشک, انديمشک) är en delprovins (shahrestan) i Iran.   Den ligger i provinsen Khuzestan, i den västra delen av landet, 400 km sydväst om huvudstaden Teheran.
Delprovinsen hade 171 412 invånare 2016.